# Поссе, Ганс
Ганс По́ссе (нем. Hans Posse; 6 февраля 1879, Дрезден — 7 декабря 1942, Берлин) — немецкий искусствовед, специальный уполномоченный Гитлера по созданию коллекции планировавшегося Музея фюрера в Линце.

## Биография
Ганс Поссе родился в семье историка, тайного советника и директора главного государственного архива Саксонии Отто Адальберта Поссе. Изучал искусствоведение, археологию и историю в Марбургском и Венском университетах. Защитил докторскую диссертацию по творчеству итальянского художника Андреа Сакки в 1903 году.
Карьеру музейного работника начал в 1903 году стажёром в Музее кайзера Фридриха в Берлине, вскоре был назначен ассистентом директора музея Вильгельма фон Боде. В искусствоведческих кругах получил известность благодаря образцовой работе с фондами немецкой, нидерландской и английской живописи, в 1911 году выпустил соответствующий каталог. В течение нескольких лет работал ассистентом в Германском искусствоведческом институте во Флоренции, занимался исследованиями в римской Библиотеке Генриетты Герц и написал научную работу о Пьетро да Кортона и плафонной живописи. В 1910 году 31-летний Поссе по протекции Боде был назначен директором картинной галереи в Дрездене. Поссе реорганизовал галерею по принципам Боде и занимался приобретением новых экспонатов, преимущественно произведений немецких художников XIX века. Особое внимание Поссе уделял дрезденским романтикам. В 1914 году Поссе мобилизовали, с фронта он писал Боде: «Я бы очень хотел присутствовать при разделе Лувра».
С лета 1919 года Поссе приобретал для Дрезденской картинной галереи произведения экспрессионистов. Он дружил с Оскаром Кокошкой, который в это время преподавал в Дрезденской академии художеств и квартировал у Поссе в Дрездене. Поссе был одним из главных покровителей Кокошки. Работая над экспозицией Германии на XIII Венецианской биеннале, Поссе выгодно представил друга-художника. Ганс Поссе также организовывал Международную художественную выставку в Дрездене в 1926 году и ещё раз курировал экспозицию Германии в Венеции в 1930 году и значительно способствовал признанию немецкого художественного авангарда. Приверженность Поссе авангарду вызывала неприязнь у националистически настроенных деятелей искусства Германии, обвинявших его в демонстрации в картинной галерее «дегенеративного искусства» и даже в кражах предметов искусства.
В 1931 году Поссе открыл на Брюльской террасе Новую государственную картинную галерею, в экспозиции которой были представлены произведения немецких импрессионистов и новейшее искусство XX века. С приходом к власти национал-социалистов в 1933 году дрезденское отделение партии развернуло против Поссе кампанию травли, но обвинения против Поссе были преувеличенными и не привели к его отставке. В апреле 1933 года в разгар травли Поссе подал заявление в НСДАП, в декабре 1933 года он получил временный партбилет, но не был окончательно принят в партию из-за козней его гонителей.
В декабре 1937 года более полусотни картин из фондов галереи были признаны «дегенеративным искусством» и конфискованы. 7 марта 1938 года Поссе вызвал по этому делу в министерство, где ему намекнули выйти на пенсию, что он и сделал после кратких раздумий. 18 июня 1938 года в Дрезденской картинной галерее побывал Гитлер, подыскивавший себе специалиста по искусству для создания коллекции Музея фюрера в Линце и по рекомендации антиквара Карла Габерштока выбрал для этой работы Ганса Поссе. Позднее Гитлер реабилитировал Поссе и восстановил его в должности директора Дрезденской картинной галереи. Официальное назначение на должность специального уполномоченного состоялось 1 июля 1939 года.
В течение трёх лет Поссе интенсивно работал над поручением фюрера. В основу фонда будущего музея в Линце легла личная коллекция фюрера, которую предполагалось пополнить произведениями искусства, конфискованными в Австрии и приобретёнными в Европе. В функции Поссе входило также распределение по музеям Германии многочисленных произведений искусства, награбленных Третьим рейхом в Австрии, Германии и оккупированных странах. В начале 1942 года Поссе диагностировали рак ротовой полости, от которого он умер в конце года. Преемником Поссе на посту специального уполномоченного Гитлера стал искусствовед и музейный работник Герман Фосс.